# Valmont (Moselle)
Pour les articles homonymes, voir Valmont.
Valmont est une commune française située dans le département de la Moselle et le bassin de vie de la Moselle-Est, en région Grand Est.

## Géographie

### Communes limitrophes
Le territoire de Valmont est limitrophe de ceux de Saint-Avold, Macheren, Lachambre, Altviller et Folschviller.
|              | Saint-Avold |           |
|              | Valmont     | Lachambre |
| Folschviller |             | Altviller |

### Écarts et lieux-dits
Semmeringen : mentionné en 1365 et 1695 comme village de l'avouerie de Saint-Avold, inclus dans le fief de Valmont. En 1616, Semmeringen est mentionné comme « ban désert ».

### Hydrographie

#### Réseau hydrographique
La commune est située dans le bassin versant du Rhin au sein du bassin Rhin-Meuse. Elle est drainée par la Nied Allemande, le ruisseau de Folschviller et le ruisseau de Valmont.
La Nied allemande, d'une longueur totale de 57,9 km, prend sa source dans la commune de Guenviller et se jette  dans la Nied à Condé-Northen, après avoir traversé 23 communes.

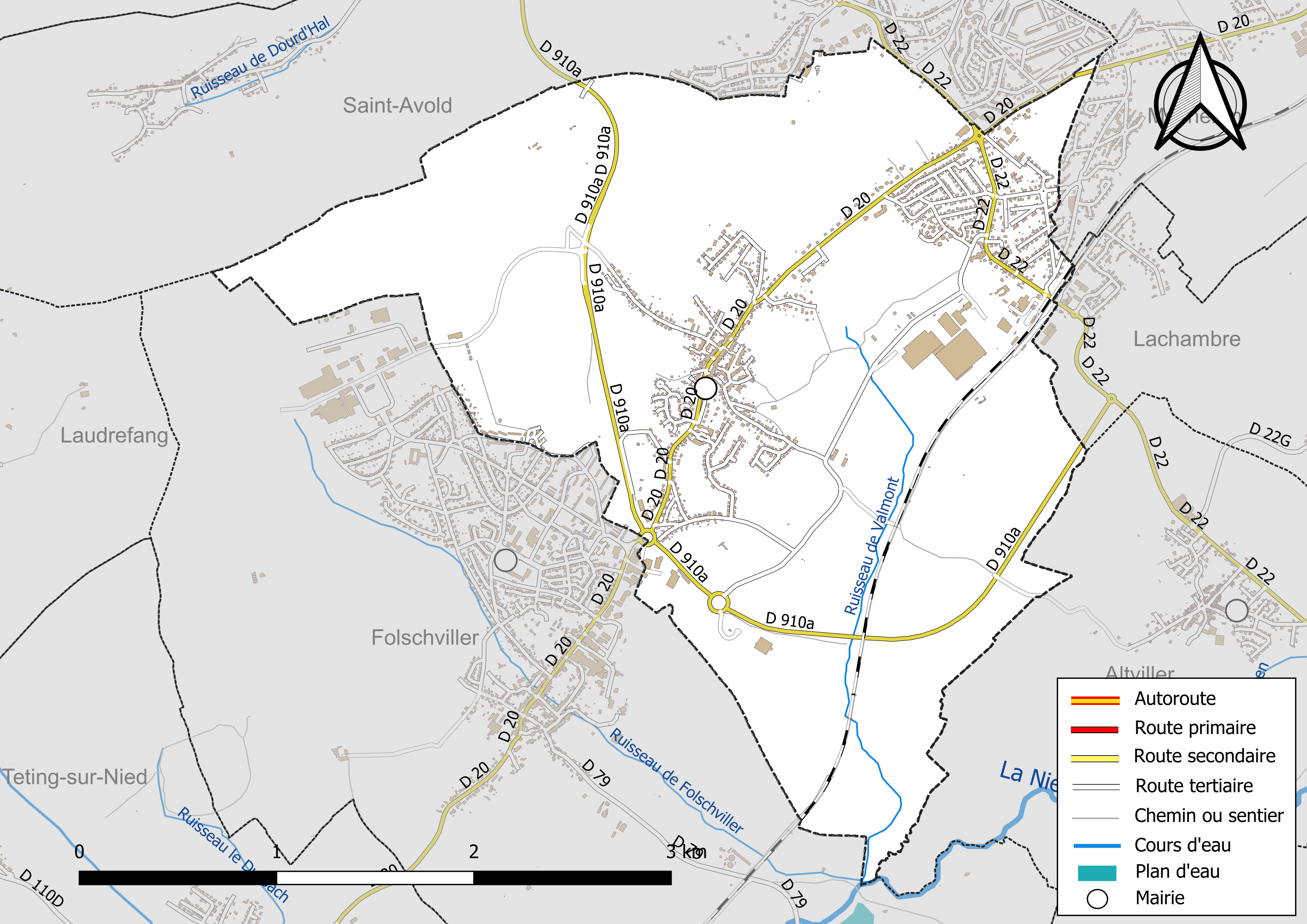
Réseaux hydrographique et routier de Valmont.

#### Gestion et qualité des eaux
Le territoire communal est couvert par le schéma d'aménagement et de gestion des eaux (SAGE) « Bassin Houiller ». Ce document de planification, dont le territoire est approximativement délimité par un triangle formé par les villes de Creutzwald, Faulquemont et Forbach, d'une superficie de 576 km2, a été approuvé le 27 octobre 2017. La structure porteuse de l'élaboration et de la mise en œuvre est la région Grand Est. Il définit sur son territoire les objectifs généraux d’utilisation, de mise en valeur et de protection quantitative et qualitative des ressources en eau superficielle et souterraine, en respect des objectifs de qualité définis dans le SDAGE  du Bassin Rhin-Meuse.
La qualité des eaux des principaux cours d’eau de la commune, notamment de la Nied Allemande, peut être consultée sur un site dédié géré par les agences de l’eau et l’Agence française pour la biodiversité. 

### Climat
Pour des articles plus généraux, voir Climat du Grand Est et Climat de la Moselle.
En 2010, le climat de la commune est de type climat des marges montargnardes, selon une étude du Centre national de la recherche scientifique s'appuyant sur une série de données couvrant la période 1971-2000. En 2020, Météo-France publie une typologie des climats de la France métropolitaine dans laquelle la commune est exposée à un climat semi-continental et est dans la région climatique  Lorraine, plateau de Langres, Morvan, caractérisée par un hiver rude (1,5 °C), des vents modérés et des brouillards fréquents en automne et hiver. 
Pour la période 1971-2000, la température annuelle moyenne est de 9,6 °C, avec une amplitude thermique annuelle de 17 °C. Le cumul annuel moyen de précipitations est de 890 mm, avec 12,2 jours de précipitations en janvier et 9,7 jours en juillet. Pour la période 1991-2020, la température moyenne annuelle observée sur la station météorologique de Météo-France la plus proche, « Seingbouse », sur la commune de Seingbouse à 10 km à vol d'oiseau, est de 10,5 °C et le cumul annuel moyen de précipitations est de 731,4 mm. 
La température maximale relevée sur cette station est de 37,9 °C, atteinte le 25 juillet 2019 ; la température minimale est de −17 °C, atteinte le 20 décembre 2009,,. 
Les paramètres climatiques de la commune ont été estimés pour le milieu du siècle (2041-2070) selon différents scénarios d'émission de gaz à effet de serre à partir des nouvelles projections climatiques de référence DRIAS-2020. Ils sont consultables sur un site dédié publié par Météo-France en novembre 2022.

## Urbanisme

### Typologie
Au 1er janvier 2024, Valmont est catégorisée ceinture urbaine, selon la nouvelle grille communale de densité à sept niveaux définie par l'Insee en 2022.
Elle appartient à l'unité urbaine de Saint-Avold (partie française), une agglomération internationale regroupant six  communes, dont elle est une commune de la banlieue,,. Par ailleurs la commune fait partie de l'aire d'attraction de Saint-Avold (partie française), dont elle est une commune de la couronne,. Cette aire, qui regroupe 28 communes, est catégorisée dans les aires de moins de 50 000 habitants,.

### Occupation des sols
L'occupation des sols de la commune, telle qu'elle ressort de la base de données européenne d’occupation biophysique des sols Corine Land Cover (CLC), est marquée par l'importance des territoires agricoles (44,3 % en 2018), en diminution par rapport à 1990 (46,2 %). La répartition détaillée en 2018 est la suivante : 
forêts (25,1 %), prairies (22,6 %), zones urbanisées (18,7 %), terres arables (13,6 %), zones agricoles hétérogènes (8,1 %), milieux à végétation arbustive et/ou herbacée (7,2 %), zones industrielles ou commerciales et réseaux de communication (4,6 %). L'évolution de l’occupation des sols de la commune et de ses infrastructures peut être observée sur les différentes représentations cartographiques du territoire : la carte de Cassini (XVIIIe siècle), la carte d'état-major (1820-1866) et les cartes ou photos aériennes de l'IGN pour la période actuelle (1950 à aujourd'hui).

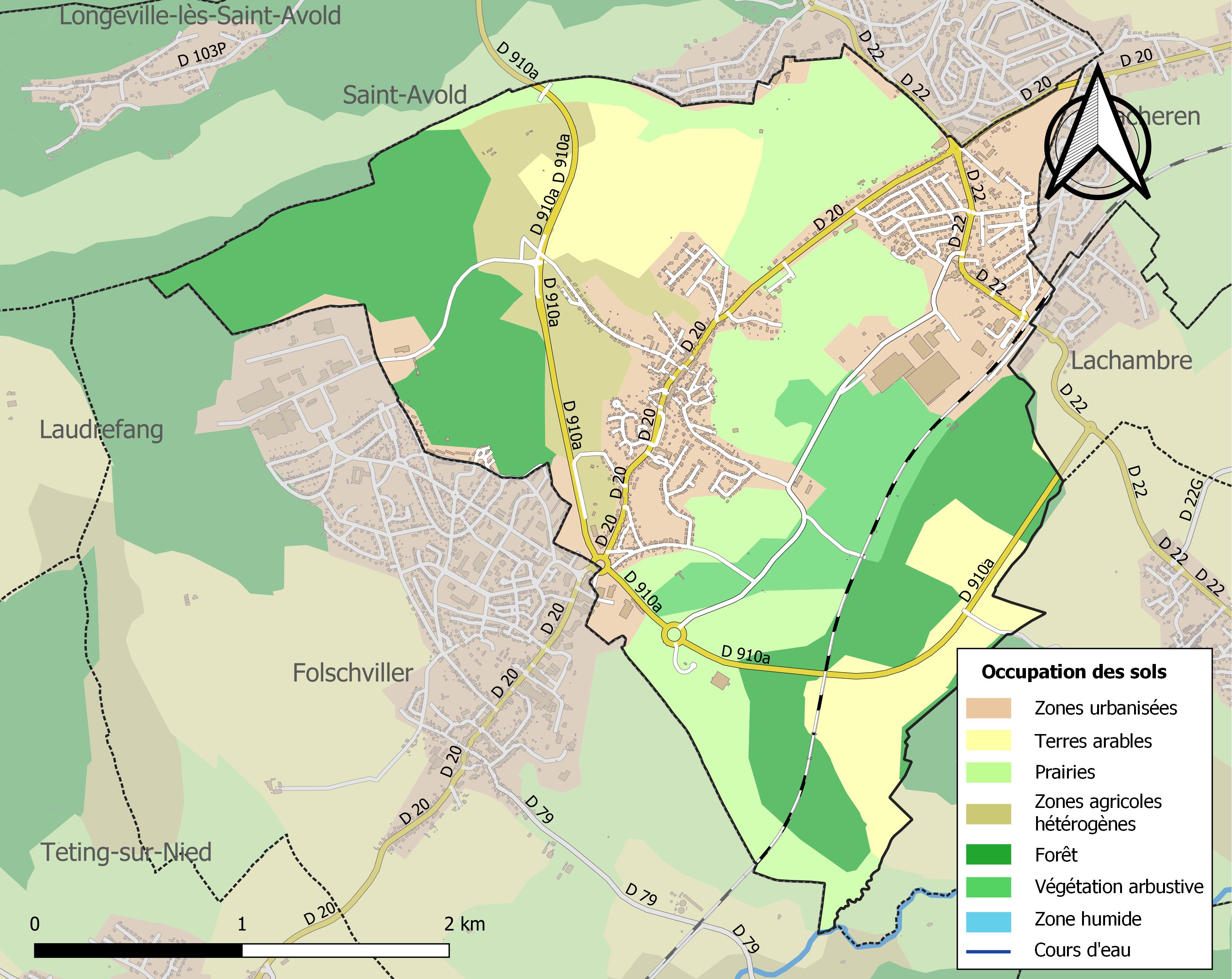
Carte des infrastructures et de l'occupation des sols de la commune en 2018 (CLC).

## Toponymie
Le nom de la localité est attesté sous les formes Walmena en 1134, Walmen en 1365, Vallemont en 1433, Valmen en 1459, Wulmont en 1599, Valmen et Valmon au XVIIe siècle), Vualmont en 1684, Walmon en 1688, Volmont en 1753, Walmont en 1793, Walmen en 1871-1918,,,.
Wallmen en francique lorrain.
Albert Dauzat, pour expliquer les deux Valmont, a considéré qu'il s'agissait d'une formation toponymique en Val- « val, petite vallée » sans expliquer le second élément, sans doute obscur pour lui. Il se base uniquement sur la forme relativement récente Vallemont de 1433. Or, elle est contredite par les autres formes anciennes et la forme francique contemporaine (voir ci-dessus). Il n'y a pas lieu non plus d'y voir le nom de personne germanique Wal(a)mund pris absolument. En outre, la comparaison avec Valmont (Normandie, Seine-Maritime, Walemunt XIIe siècle) n'est pas pertinente, puisque ce dernier s'inscrit dans le contexte toponymique régional normand des toponymes en Val(le)-, comme Valletot, Valleville, Valtot (avec -tot d'origine scandinave), pour lesquels Val(le)- représente le nom de personne scandinave Váli (ancien danois Wale).
L'étymologie de Walmen reste incertaine.

## Histoire
- Village de l'ancienne province de Lorraine, dans la seigneurie de Hombourg-Saint-Avold.
- Siège d'un fief appelé Kolgersbrück, qui mouvait[C'est-à-dire ?] de l'évêché de Metz en 1681.

## Politique et administration

### Tendances politiques et résultats
- Le maire de la ville, Dominique Steichen (Divers droite) a été élu deux fois : une première fois en 2008 et une seconde fois en 2014.
- De plus, Dominique Steichen était remplaçant sur la liste UMP-UDI de Jean Schuler et Béatrice Krause aux élections départementales de mars 2015.

### Liste des maires
| Période                                  | Période        | Identité             | Étiquette | Qualité |
| ---------------------------------------- | -------------- | -------------------- | --------- | --- |
| Les données manquantes sont à compléter. |                |                      |           | |
| mai 1945                                 | mai 1953       | Joseph Ernst         |           | Nommé président de la commission municipale faisant fonction de maire à la Libération, puis élu maire en 1945 |
| mai 1953                                 | mars 1965      | Robert Colson        |           | |
| mars 1965                                | juin 1995      | André Lair           |           | Résistant durant la Seconde Guerre mondiale au sein du bataillon Violette                                     |
| juin 1995                                | mars 2008      | Guy Deubel           | DVD       | |
| mars 2008                                | 7 janvier 2016 | Dominique Steichen   | DVD       | Gestionnaire de patrimoine Décédé en fonction                                                                 |
| mars 2016                                | en cours       | Salvatore Coscarella | MR        | Ingénieur conseil Président de la CA Saint-Avold Synergie (2020 → ) Réélu pour le mandat 2020-2026            |

## Démographie
L'évolution du nombre d'habitants est connue à travers les recensements de la population effectués dans la commune depuis 1793. Pour les communes de moins de 10 000 habitants, une enquête de recensement portant sur toute la population est réalisée tous les cinq ans, les populations de référence des années intermédiaires étant quant à elles estimées par interpolation ou extrapolation. Pour la commune, le premier recensement exhaustif entrant dans le cadre du nouveau dispositif a été réalisé en 2004.

En 2022, la commune comptait 2 951 habitants, en évolution de −7,35 % par rapport à 2016 (Moselle : +0,52 %, France hors Mayotte : +2,11 %).
| 1793 | 1800 | 1806 | 1821 | 1836 | 1841 | 1861 | 1866 | 1871 |
| ---- | ---- | ---- | ---- | ---- | ---- | ---- | ---- | ---- |
| 480  | 584  | 715  | 659  | 684  | 633  | 548  | 530  | 519  |

| 1875 | 1880 | 1885 | 1890 | 1895 | 1900 | 1905 | 1910 | 1921 |
| ---- | ---- | ---- | ---- | ---- | ---- | ---- | ---- | ---- |
| 520  | 486  | 482  | 502  | 502  | 530  | 536  | 958  | 601  |

| 1926 | 1931  | 1936  | 1946 | 1954  | 1962  | 1968  | 1975  | 1982  |
| ---- | ----- | ----- | ---- | ----- | ----- | ----- | ----- | ----- |
| 963  | 1 052 | 1 125 | 900  | 1 212 | 2 030 | 2 097 | 2 289 | 3 038 |

| 1990  | 1999  | 2004  | 2006  | 2009  | 2014  | 2019  | 2022  | - |
| ----- | ----- | ----- | ----- | ----- | ----- | ----- | ----- | - |
| 3 062 | 3 144 | 3 280 | 3 292 | 3 269 | 3 229 | 3 019 | 2 951 | - |

## Culture locale et patrimoine

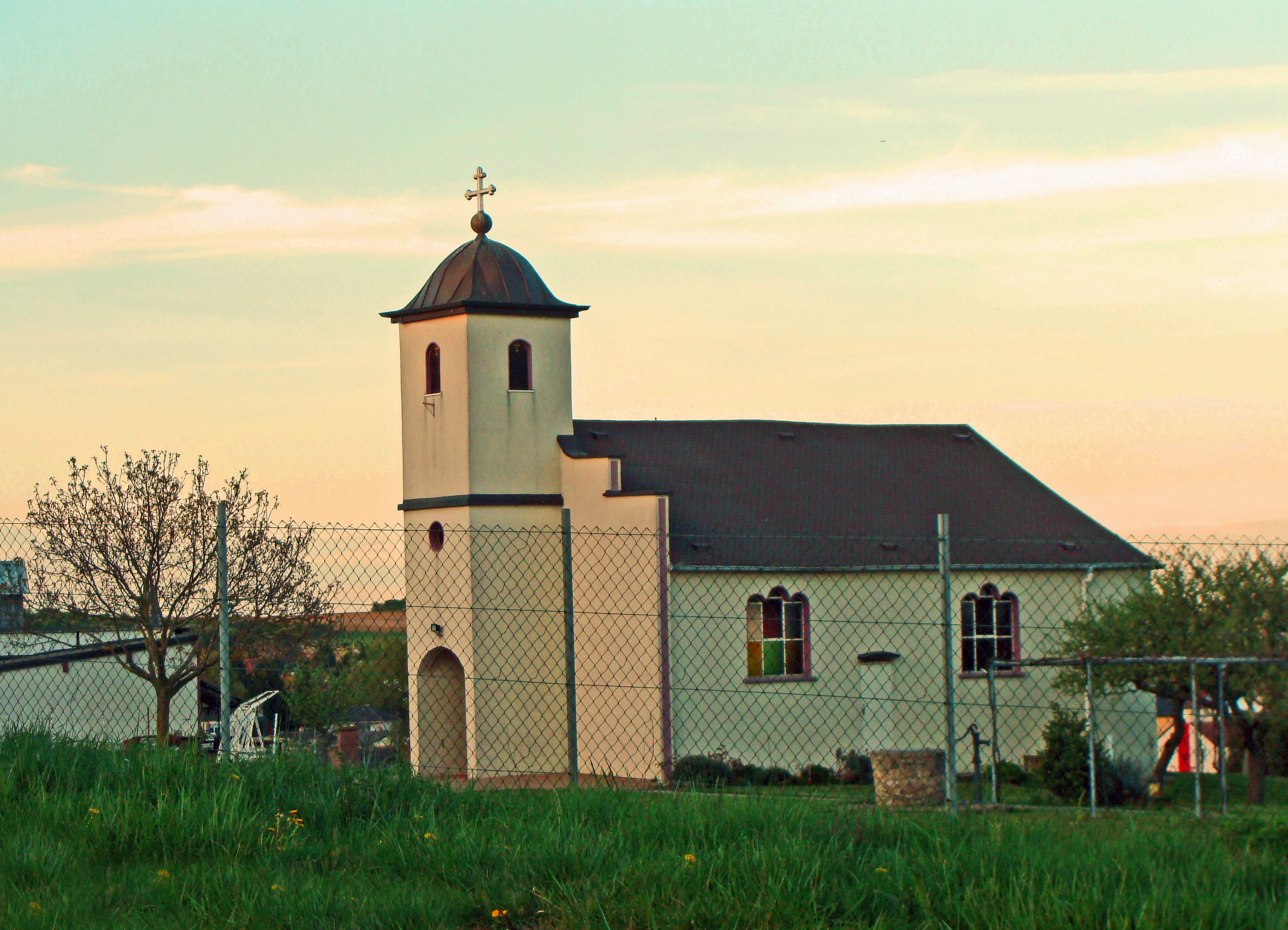
Église serbe orthodoxe Saint-Lazare de Valmont (Moselle).

### Lieux et monuments
- Gare de Saint-Avold.
- Église paroissiale Saint-Gengoulf, reconstruite de 1775 à 1777 ; réparée au XIXe siècle et au lendemain de la Seconde Guerre mondiale ; autel baroque du XVIIIe siècle.
- Calvaires du XVIIIe siècle.
- Église serbe orthodoxe Saint-Lazare construite en 1980. La paroisse serbe orthodoxe Saint-Lazare a été fondée en 2011.
- Château de Valmont (privé).

### Personnalités liées à la commune
- Les seigneurs Caillou de Valmont[29],[30].
- François-Louis Fleck, 100e évêque de Metz avait été curé à Valmont.
- Camille Cellier, ancien résistant durant la seconde Guerre mondiale au sein du 122e bataillon[réf. nécessaire].

### Héraldique
| Blason de Valmont | Blason  | D'azur à une bande d'argent accompagnée de quatre roses d'or, posées 2 - 2 en bande.                                                                                      |
| Blason de Valmont | Détails | Les armoiries de Valmont sont celles de la famille Cailloux : le 6 juillet 1680, Jean Caillou acquit le fief de Valmont. Le statut officiel du blason reste à déterminer. |